# Czarface Meets Ghostface
Czarface Meets Ghostface è un album collaborativo tra il gruppo hip hop statunitense Czarface e il rapper statunitense Ghostface, pubblicato nel 2019.
| Recensione | Giudizio |
| ---------- | -------- |
| AllMusic   | [ 1 ]    |
| NME        | [ 2 ]    |

## Tracce
Testi di Inspectah Deck, Esoteric, Ghostface Killah, musiche di Czar-Keys (7L e Jimmy Page).
1. Back at Ringside – 1:52
2. Face Off – 2:56
3. Iron Claw – 4:12
4. Czarrcade '84 – 2:09
5. Powers and Stuff – 3:27
6. Masked Superstars – 3:17
7. Morning Ritual – 2:40
8. Super Soldier Serum – 3:27
9. The King Heard Voices – 4:30
10. Listen to the Color – 5:50
11. Mongolian Beef – 3:18
12. (Post Credits Scene) – 1:56